# Ex Corde Ecclesiae
La costituzione apostolica Ex Corde Ecclesiae (italiano Dal cuore della Chiesa), promulgata da papa Giovanni Paolo II il 15 agosto 1990, è la normativa che regola le varie questioni relative alle scuole e alle università cattoliche.
Entrato in vigore a partire dall'anno accademico 1991/92, ha come obiettivo quello di definire e perfezionare il cattolicesimo degli istituti cattolici di istruzione superiore. I nuovi istituti che vorranno definirsi cattolici necessiteranno di conferma "dalla Santa Sede, da una Conferenza episcopale o da un'altra Assemblea della gerarchia cattolica, o da un vescovo diocesano".